# チョールヌイ・オリョール
チョールヌイ・オリョール（英：Chyornyh Oryol, 露：Чёрный орёл）は、ロシア連邦で開発された主力戦車である。名称はロシア語で"黒い鷲"の意で、「カザノワシ」のことである。対外的にブラック・イーグル（英：Black Eagle）という英名も使用される。
1990年代に開発され、ロシア連邦軍を始めとして多方面に売り込みが図られていたが、開発元の国営公社オムスク戦車工場（英：Omsk Transmash, 露：Омский завод транспортного машиностроения（ГУП «Омсктрансмаш»））の経営状況の悪化により開発中止となった。
なお、日本語では「チョールヌィイ･オリョール」「チョルヌィー･オリョール」などとも表記される。

## 開発の経緯
ソ連では、精鋭部隊向けの高性能戦車T-64やT-80と、一般向けおよび輸出向けの普及型戦車T-72が平行して開発・生産されていた。ソ連時代には、ウクライナのハリコフ（現：ウクライナハルキウ市）にあるモロゾフ設計局（KMDB）およびマールィシェフ記念工場が精鋭部隊向けの戦車の開発・生産を担っていた。そのため、ソビエト連邦の崩壊によりウクライナが独立すると、ロシアでは早急に高性能の新型戦車を自国で開発する必要に迫られることになった。
T-80Uの発展型となるT-80UMも開発されたが、経済状況の悪化による財政難に苦しむロシアにとってT-80は高価すぎたため、導入は遅延した。しかも、これらの戦車では隣国ウクライナの開発したT-80UDやT-84およびそれらの発展型に対抗できる性能はなく、西ヨーロッパ各国もレオパルト2やルクレール、チャレンジャー2などの新型戦車への更新を次々に行っていたため、ヨーロッパにあってただロシアだけが新型戦車の開発・配備が著しく遅れる形になっていた。また、湾岸戦争でM1エイブラムスに対してT-72（輸出型）の示した一方的敗北は、モンキーモデルの輸出型とはいえ、ロシアの軍事力が軽視される要因となった。

## 開発
こうした中、オムスクの国営公社オムスク戦車工場ではさらに新しい戦車の開発作業が1997年に開始された。原型となったのはT-80UM-2で、そこから発展した新型戦車は「第640号計画」（オブイェークト640：«Объект 640», オブイェークト・シェスチソート・ソーロク）と呼ばれた。「第640号計画」は1999年7月にシベリアで行われた展示会に出展され、その姿を一般に現した。「第640号計画」はチョールヌィイ・オリョールという愛称を付けられ、以降専らその名称で呼ばれるようになった。

### その後
ロシア連邦軍においてT-90に代わる新型戦車には、完全新設計の新世代戦車であるT-95（オブイェークト195）がその役目を担うことになる予定であった。T-95は2009年以降の量産・配備開始に向けて開発が進められていたが、2010年4月9日、ロシア国防省国防次官であるウラジーミル・ポポフキン上級大将は、主に予算面の問題から開発を断念したと発表した。ロシア軍はT-90を追加発注して当面の主力戦車とする予定である。
その後もT-95の成果を生かしたアルマータ計画が進められ、T-14が完成している。

## 構造

チョールヌィイ・オリョール 各部概要（想像図）

チョールヌイ・オリョールのシャーシは、基本的には原型となったT-80Uのものを流用する予定であったが、転輪は片側7輪に変更されており、車体は原型よりも短縮され、被発見率を下げるため車内乗員配置を変更して車高を低減される予定であった。車体前面装甲には発展型の爆発反応装甲であるコンタークト5を採用している。内部配置そのものは従来と同じく、前部は乗員室、中部に戦闘区画、後部にエンジン室を割り当てている。
砲塔は完全な新設計のものが搭載され、従来のソビエト/ロシア戦車とは異なり、砲塔後部に張り出したバスル部分を設けてその内部に主砲弾を搭載している。主砲は、従来のものと同じ125mm滑腔砲2A46Mが採用されたが、開発研究中であった140mm滑腔砲、更には152mm滑腔砲の搭載も考慮されていた。2A46Mは主砲発射式の対戦車ミサイルである9M119M レフレークスM（NATOコードネーム：AT-11 スナイパーB）を発射することが可能になる予定であった。砲塔前面装甲には爆発反応装甲と複合装甲を組み合わせた新たな装甲形式とされるカークトゥス装甲が装備された（「カークトゥス」とはサボテンの意。英語風に「カクタス装甲」とも呼称/表記される場合がある）。この他、防御装置として「シュトーラ2」（カーテンの意）防御システム、「ドロースト」（ツグミの意）アクティブ防護システム、また、自動装填装置や照準システムも新型化されている。

## 登場作品

### ゲーム
『エースコンバット6』
エストバキア陸軍が運用している。